# Bayerische Theaterakademie August Everding

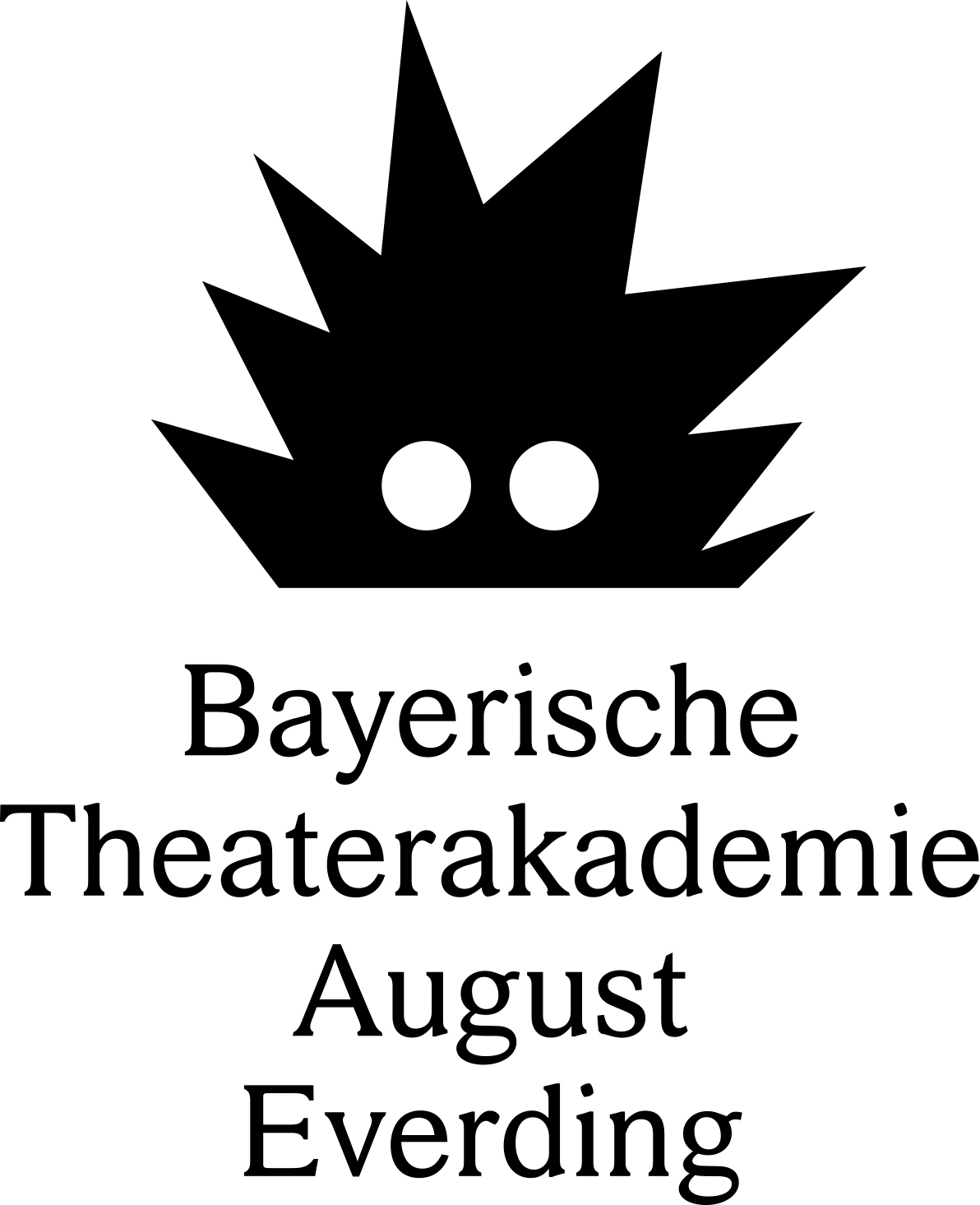
Logo der Bayerischen Theaterakademie August Everding (Stand: 2025)

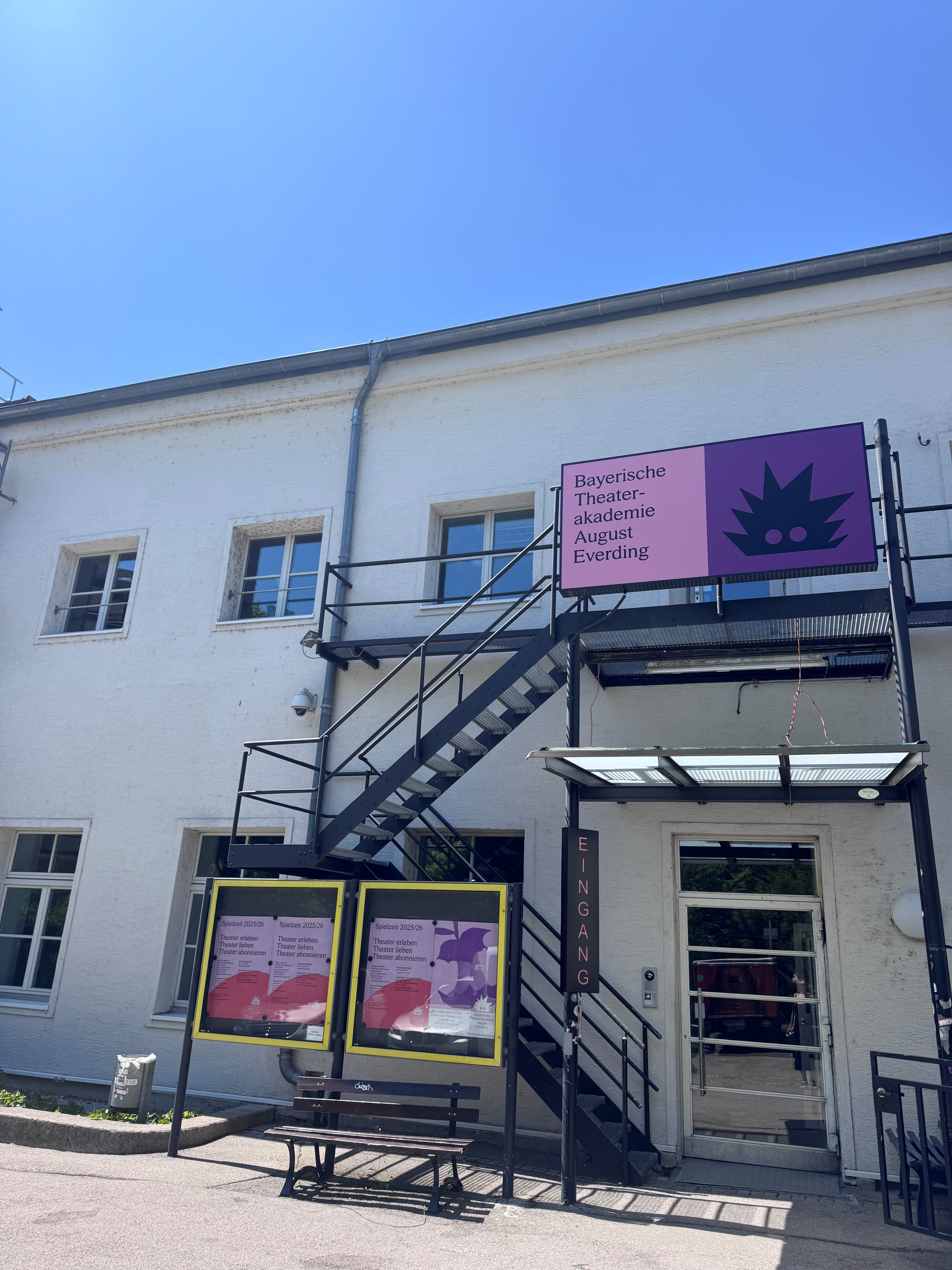
Eingang Akademietheater (2025)

Die Bayerische Theaterakademie August Everding im Prinzregententheater in München wurde 1993 von August Everding gegründet und wird seit Mai 2025 interimsweise von Lars Gebhardt und Felix Kanbach geleitet. Sie ist mit acht Studiengängen und vier professionell ausgestatteten Spielstätten (Prinzregententheater, Akademietheater, Akademiestudio, Opernstudio) die größte Ausbildungsstätte für Bühnenberufe im deutschsprachigen Raum.

## Ausbildung

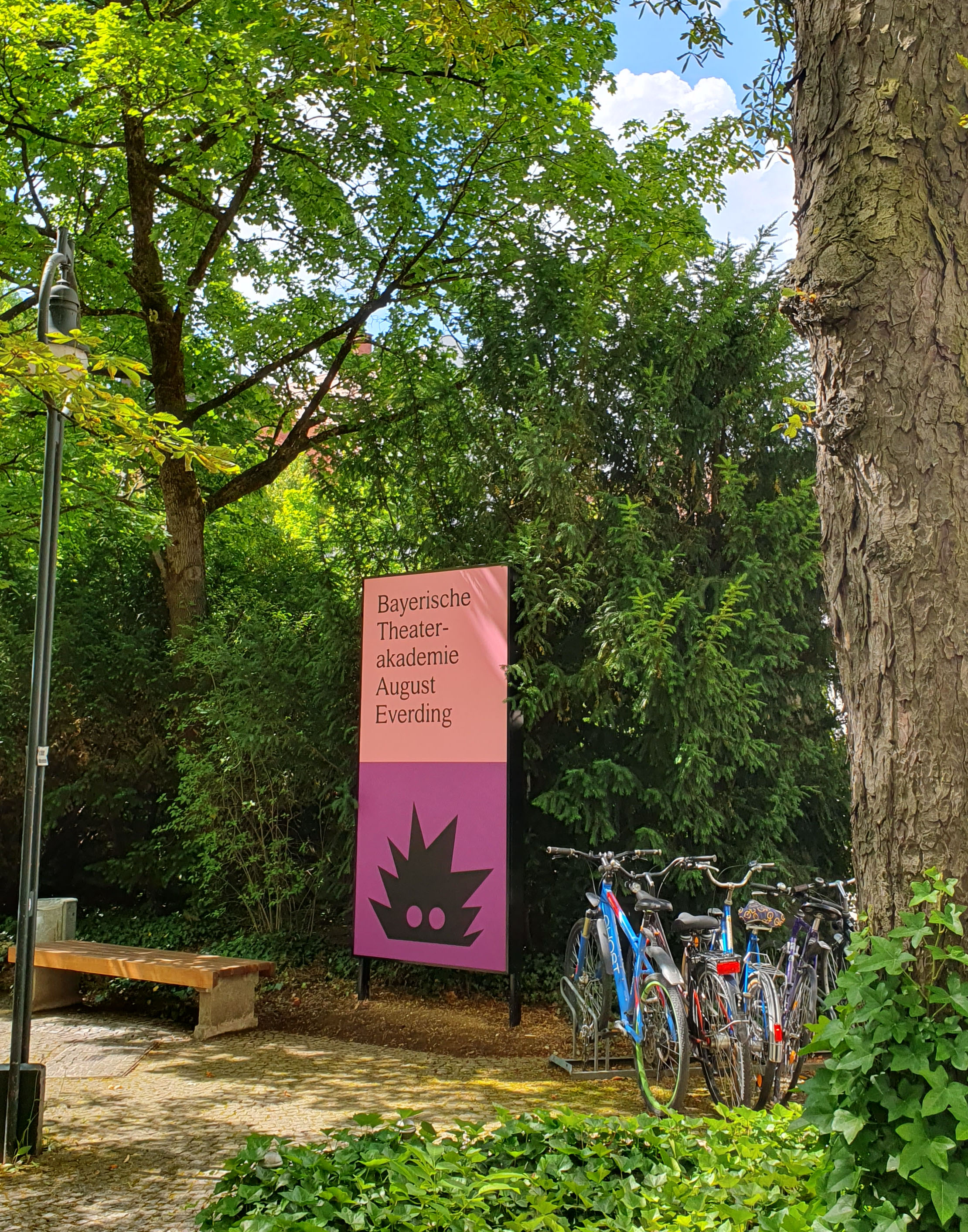
Innenhof der Bayerischen Theaterakademie August Everding (2025)

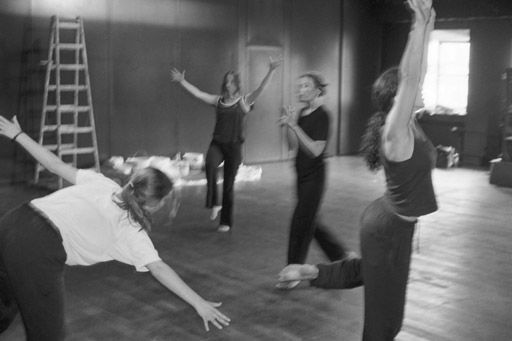
Studierende der Theaterakademie bei Übungen zum Erlangen von Körper- und Raumgefühl 1998

In diesem Lehr- und Lerntheater durchdringen sich Theorie und Praxis in den Studiengängen Schauspiel; Musiktheater/Operngesang; Musical; Regie für Musik- und Sprechtheater, Performative Künste; Dramaturgie; Bühnenbild und -kostüm; Maskenbild – Theater und Film sowie Kulturjournalismus. Die Studierenden schließen ihr Studium je nach Studiengang mit einem Bachelor, Master oder Diplom ab.
Kooperationspartner sind dabei die Hochschule für Musik und Theater München, die Ludwig-Maximilians-Universität München und die Akademie der Bildenden Künste München, an denen die Studierenden je nach Studiengang immatrikuliert sind.
Darüber hinaus gibt es Produktionspartnerschaften mit den drei Münchener Staatstheatern, dem Bayerischen Rundfunk, dem Münchner Rundfunkorchester, dem Münchener Kammerorchester, der Neuen Hofkapelle München sowie bayerischen, überregionalen und internationalen Theatern und Festspielen.
Durchschnittlich werden mit den Studierenden pro Studienjahr bis zu 50 Produktionen erarbeitet. Eintrittskarten zu den Vorstellungen sind über den zentralen Kartenverkauf der Bayerischen Staatstheater erhältlich.
Die Theaterakademie ist mit ihrem Studiengang Schauspiel Mitglied in der Ständigen Konferenz Schauspielausbildung (SKS).

## Träger und Finanzierung

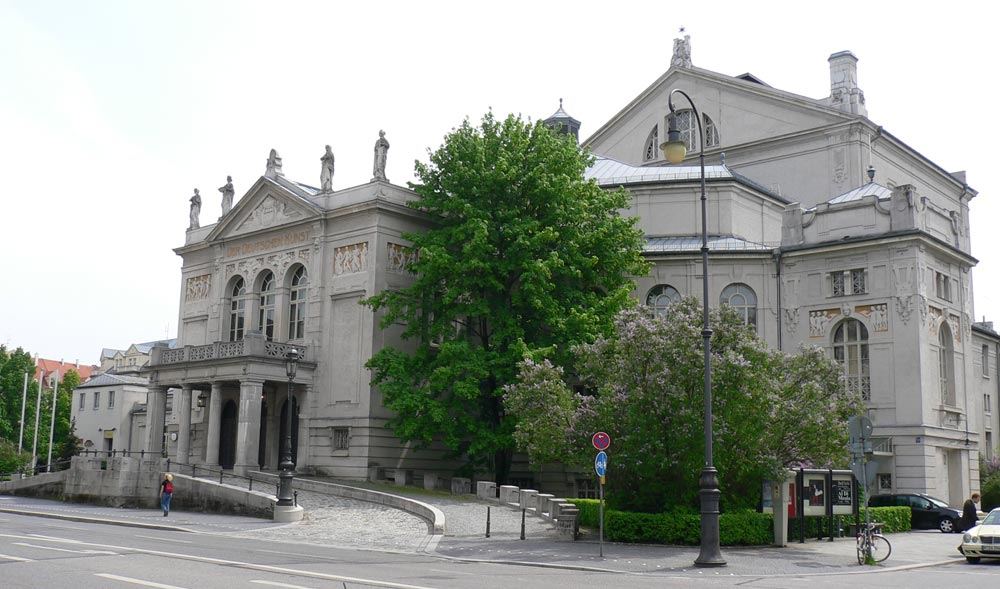
Prinzregententheater

Sofern das Prinzregententheater nicht für Eigenproduktionen genutzt wird, vermietet die Theaterakademie das Haus an Kooperationspartner und Münchner Konzertveranstalter. Aus dem Erlös des Vermietgeschäfts wird ein Teil der Lehraktivitäten der Akademie finanziert. Träger der Bayerischen Theaterakademie ist der Freistaat Bayern, vertreten durch das Bayerische Staatsministerium für Wissenschaft und Kunst.

## Präsidentinnen und Präsidenten
- August Everding (1928–1999),1993 bis Januar 1999
- Klaus Schultz (1947–2014), Geschäftsführender Präsident bis September 1999
- Peter Ruzicka (* 1948), 1999–2000
- Hellmuth Matiasek (1931–2022), 2000–2003
- Christoph Albrecht (* 1944), 2003–2006
- Klaus Zehelein (* 1940), 2006–2014
- Hans-Jürgen Drescher (* 1954), 2014–2022
- Barbara Gronau (* 1972), 1. September 2022–17. April 2025[11][1]
- N.N., Felix Kanbach und Lars Gebhardt (interimsweise) seit 17. April 2025

## Absolventinnen und Absolventen (Auswahl)
- Kurosch Abbasi (Musical)
- Gerd Achilles (Musical)
- Johannes Allmayer (Schauspiel)
- Sarah Aristidou (Operngesang)
- Raphaela Bardutzky (Dramaturgie)
- Beritan Balci (Schauspiel)
- Nicole Baumann (Kulturkritik)
- Peri Baumeister (Schauspiel)
- Tom Beck (Musical)
- Susanne Berckhemer (Schauspiel)
- Sveta Belesova (Schauspiel)
- Sophie Berner (Musical)
- Franziska Beyer (Schauspiel)
- Sebastian Bezzel (Schauspiel)
- Marina Blanke (Schauspiel)
- Natalya Boeva (Musiktheater)
- Bert Böhlitz (Schauspiel)
- Philipp Bovermann (Kulturkritik)
- Bettina Bruinier (Regie)
- Philipp Büttner (Musical)
- Thomas Christ (Musical)
- Miriam Clark (Operngesang)
- Agnes Kiyomi Decker (Schauspiel)
- Cordula Demattio (Dramaturgie)
- Olivia Delauré (Musical)
- Lena Dörrie (Schauspiel)
- Susanne Drexl (Operngesang)
- Sybilla Duffe (Operngesang)
- Gisa Flake (Schauspiel)
- Cornelia Fiedler (Kulturkritik)
- Christian Fröhlich (Musical)
- Dagmar Geppert (Schauspiel)
- Nadine Germann (Schauspiel)
- Tobias Ginsburg (Dramaturgie)
- Michael Glantschnig (Schauspiel)
- Anna Gojer (Dramaturgie)
- Sebastian Griegel (Schauspiel)
- Michael A. Grimm (Schauspiel)
- Anna Grisebach (Schauspiel)
- Julia Anna Grob (Schauspiel)
- Ute Gröbel (Dramaturgie)
- Claus Guth (Regie)
- Anja Haeseli (Musical)
- Stephanie Hampl (Operngesang)
- Katrin Hanak (Musical)
- Jannick Harneit (Musical)
- Katharina Hauter (Schauspiel)
- Sapir Heller (Regie)
- Alen Hodzovic (Musical)
- Veronika Hörmann (Musical)
- Elissa Huber (Musical)
- Milica Jovanović (Musical)
- Hanna Jürgens (Schauspiel)
- Georg Kasch (Kulturkritik)
- Uli Kirsch (Schauspiel)
- Florentine Klepper (Regie)
- Josephine Köhler (Schauspiel)
- Vladimir Korneev (Musical)
- Balász Kovalik (Regie)
- Lucia Kramer (Dramaturgie)
- Tobias Kratzer (Regie)
- Fanny Krausz (Schauspiel)
- Malte Lachmann (Regie)
- Katja Langenbach (Dramaturgie)
- Sibylle Lambrich (Musical)
- Anna Lapkovskaja (Operngesang)
- Bayan Layla (Schauspiel)
- Anton Leiss-Huber (Schauspiel)
- Peter Lewys Preston (Musical)
- Fabiana Locke (Musical)
- Gil Mehrmert (Regie)
- Stefanie Metzger (Dramaturgie)
- Kathrin Mädler (Dramaturgie)
- Laura Mangels (Dramaturgie)
- Anna Malunat (Regie)
- Theresa Martin (Dramaturgie)
- Victoria Mayer (Schauspiel)
- Petra van der Mieden (Operngesang)
- Philipp Moschitz (Schauspiel)
- Carolin Müller Dohle (Dramaturgie)
- Idunnu Münch (Operngesang)
- Patrick Nellessen (Schauspiel)
- Alexander Nerlich (Regie)
- Jörg Neubauer (Musical)[12]
- Lavinia Nowak (Schauspiel)
- Benjamin Oeser (Musical)
- Cornelius Paede (Dramaturgie)
- Mauro Peter (Operngesang)
- Christine Prayon (Schauspiel)
- Julia Prechsl (Regie)
- Hardy Punzel (Schauspiel)
- Liz Rech (Dramaturgie)
- Matthias Renger (Schauspiel)
- Tamara Romera Ginés (Schauspiel)
- Denis Michael Rudisch[13] (Musical)
- Julia Rutigliano (Operngesang)
- Genija Rykova (Schauspiel)
- Valer Sabadus (Operngesang)
- Dimitrij Schaad (Schauspiel)
- Florian Schaumberger (Bühnenbild- und kostüm)
- Tom Schimon (Musical)
- Julia Schinke (Dramaturgie)
- Laura Schmidt (Dramaturgie)
- Manuel Schmitt (Regie)
- Nathalie Schott (Schauspiel)
- Britta Schönhüttl (Kulturkritik)
- Tristan Seith (Schauspiel)
- Maximilian Sippenauer (Kulturkritik)
- Kathrin Spielvogel (Schauspiel)
- Pablo Sprungala (Schauspiel)
- Georgia Stahl (Schauspiel)
- Patrick Stamme (Musical)
- Patrick Stanke (Musical)
- Klaus Steinbacher (Schauspiel)
- Silvia Stolz (Dramaturgie)
- Julia Jorda Stoppelhaar (Dramaturgie)
- Tillbert Strahl-Schäfer (Schauspiel)
- Georg Tiefenbach (Dramaturgie)
- Jakob Tögel (Schauspiel)
- Nikolas Türksever (Schauspiel)
- Nicole Unger (Dramaturgie)
- Patrizia Unger (Musical)
- Roberta Valentini (Musical)
- Martina Veh (Regie)
- Lisa Wagner (Schauspiel)
- Johanna Wall (Dramaturgie)
- Antonia Welke (Musical)
- Dominik Wilgenbus (Regie)
- Sebastian Winkler (Schauspiel)
- Oliver Wnuk (Schauspiel)
- Lea Marlen Woitack (Schauspiel)
- Birthe Wolter (Schauspiel)
- Till Wyler von Ballmoos (Regie)
- Oliver Zahn (Regie)